# I Wanna Get Lost with You
I Wanna Get Lost with You è un singolo del gruppo rock gallese Stereophonics, pubblicato il 21 luglio 2015 come singolo estratto dall'album Keep the Village Alive.

## Video musicale
Il video promozionale del brano, diffuso il 20 luglio 2015, è diretto dal frontman della band, Kelly Jones. Vede la partecipazione di Aneurin Barnard (già protagonista del video del singolo C'est la Vie) e Sophie Kennedy Clark, nei panni di due amanti. 

## Tracce
- Download digitale

1. I Wanna Get Lost with You - 3:50

## Formazione
- Kelly Jones - voce, chitarra
- Richard Jones - basso
- Adam Zindani - chitarra, cori
- Jamie Morrison - batteria